# Piano nobile
Piano nobile (italiensk for fornem etage) betegner den mest betydningsfulde etage – den repræesentative etage med de fornemst udstyrede rum – i et palæ, slot eller herregårdsbygning. Det er typisk enten første eller anden sal i bygningen. Etagen vil normalt være mere rigt dekoreret både ude og inde for at vise status.
| Arkitektur | Spire Denne arkitekturartikel er en spire som bør udbygges. Du er velkommen til at hjælpe Wikipedia ved at udvide den. |